# 安氏多鰭魚
安氏多鰭魚，為輻鰭魚綱多鰭魚目多鰭魚科的其中一種。

## 分布
本魚分布於非洲幾內亞、幾內亞比索及尼日的淡水區域。

## 特徵
本魚體延長呈圓柱狀，體色為灰褐色，腹部為米黃色，體側具有數列黑色縱斑塊，頭部則具佈滿黑色細圓斑，成魚側線鱗片有凹槽。各魚鰭皆有花紋，雙顎約略等長，背鰭硬棘12至15枚；臀鰭軟條12至14枚，體長可達70公分。

## 生態
本魚棲息在河流氾濫的區域，屬肉食性，以魚類、甲殼類及水生昆蟲等為食。能呼吸空氣而且如此能容忍溶氧量低的集中，仔魚具有外鰓。

## 經濟利用
可做為觀賞魚。